# 方新 (1955年)
方新（1955年1月—），女，籍贯湖北武汉，生于北京，中华人民共和国科技战略与科技政策领域专家，中国共产党党员。
她是中共十六大、十七大、十八大代表，第十、十一、十二全届国人大常委会委员、教科文卫委员会委员。
她主要研究科技战略与科技政策，对国家创新体系、技术创新、科技体制改革等方面有深入研究。

## 生平
方新毕业于清华大学技术经济专业，获工学博士学位。她是研究员、博士生导师。曾任中国科学院科技政策与管理科学研究所所长、党委书记。后来担任中国科学院党组副书记，兼任中国科学院党校校长，第三世界妇女科学组织主席等职务，是第三世界科学院院士。
2013年3月，当选第十二届全国人大常委会委员。